# Picea alcoquiana
Picea alcoquiana là một loài thực vật hạt trần trong họ Thông. Loài này được (H.J.Veitch ex Lindl.) Carrière miêu tả khoa học đầu tiên năm 1867.